# Nematus
Genre
Nematus est un genre d'insectes de l'ordre des hyménoptères, du sous-ordre des symphytes, de la famille des tenthrédinidés appelés tenthrèdes ou némates. La tenthrède ou le némate a des larves ravageuses appelées « fausses-chenilles ». 

## Liste de sous-genres et d'espèces
Selon ITIS (25 février 2018) :

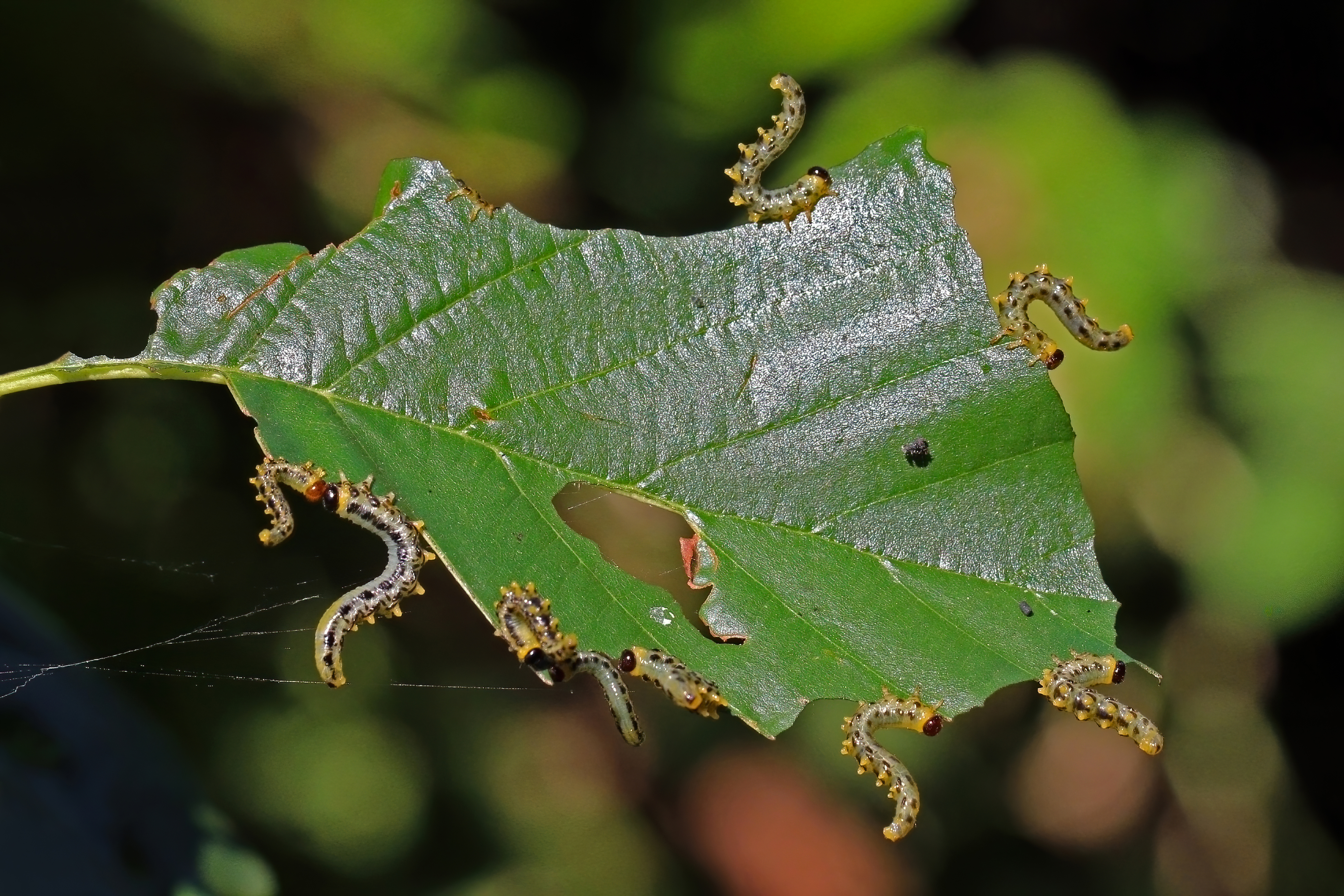
Larves de nematus miliaris en Grèce. Aout 2017.

- Nematus ribesii (Scopoli) - Tenthrède du Groseillier[2] ou Némate du groseillier[3]
- Nematus ventralis Say

Selon Fauna europea :
- Sous-genre Nematus (Hypolaepus)
  - espèce Nematus (Hypolaepus) caeruleocarpus
  - espèce Nematus (Hypolaepus) princeps
  - espèce Nematus (Hypolaepus) vicinus
  - espèce Nematus (Hypolaepus) villosus
- Sous-genre Nematus (Kontuniemiana)
  - espèce Nematus (Kontuniemiana) gracilidentatus
  - espèce Nematus (Kontuniemiana) leucotrochus
  - espèce Nematus (Kontuniemiana) olfaciens
  - espèce Nematus (Kontuniemiana) quietus
  - espèce Nematus (Kontuniemiana) ribesicola
  - espèce Nematus (Kontuniemiana) ribesii
  - espèce Nematus (Kontuniemiana) similator
- Sous-genre Nematus (Lindqvistia)
  - espèce Nematus (Lindqvistia) acuminalis
  - espèce Nematus (Lindqvistia) asper
  - espèce Nematus (Lindqvistia) carinatus
  - espèce Nematus (Lindqvistia) caudalis
  - espèce Nematus (Lindqvistia) curticornis
  - espèce Nematus (Lindqvistia) facialis
  - espèce Nematus (Lindqvistia) fusculus
  - espèce Nematus (Lindqvistia) leptostigma
  - espèce Nematus (Lindqvistia) leucopyga
  - espèce Nematus (Lindqvistia) lientericus
  - espèce Nematus (Lindqvistia) lindbergi
  - espèce Nematus (Lindqvistia) melanochrous
  - espèce Nematus (Lindqvistia) nigritus
  - espèce Nematus (Lindqvistia) nubium
  - espèce Nematus (Lindqvistia) parviserratus
  - espèce Nematus (Lindqvistia) parvulus
  - espèce Nematus (Lindqvistia) polaris
  - espèce Nematus (Lindqvistia) reticulatus
  - espèce Nematus (Lindqvistia) rutilipes
  - espèce Nematus (Lindqvistia) sordidiapex
  - espèce Nematus (Lindqvistia) tegularis
  - espèce Nematus (Lindqvistia) tenuitarsis
  - espèce Nematus (Lindqvistia) thunebergi
  - espèce Nematus (Lindqvistia) vaccinii
  - espèce Nematus (Lindqvistia) wolteri
- Sous-genre Nematus (Nematus)
  - espèce Nematus lucidus
- Sous-genre Nematus (Paranematus)
  - espèce Nematus (Lindqvistia) coeruleus
  - espèce Nematus (Lindqvistia) doebelii
  - espèce Nematus (Lindqvistia) lonicerae
  - espèce Nematus (Lindqvistia) tataricus
  - espèce Nematus (Lindqvistia) tulunensis
  - espèce Nematus (Lindqvistia) wahlbergi
- Sous-genre Nematus (Pteronidea) : plus de 80 espèces, dont :
  - espèce Nematus flavominutissimus
  - espèce Nematus oligospilus
  - espèce Nematus pavidus